# Torymus condaliae
Torymus condaliae är en stekelart som beskrevs av Jean-Jacques Kieffer 1910. Torymus condaliae ingår i släktet Torymus och familjen gallglanssteklar. Inga underarter finns listade i Catalogue of Life.